# Mistrovství Evropy retrieverů
Mistrovství Evropy retrieverů (oficiální anglický název: European Retriever Championship, krátce ERC) je mezinárodní soutěž jednotlivců ve field trialu retrieverů pořádaná pod záštitou Mezinárodní kynologické federace (FCI). Do roku 2019 byl oficiální název Individual Challenge Cup (zkráceně ICC).
V roce 2002 rozhodlo zasedání FCI komise pro retrievery v maďarském městě Tata o uspořádání nové soutěže ve field trialu retrieverů. Jednalo se o obdobou soutěž, jako byla Evropský pohár retrieverů (Cd’E). Zatím co Cd’E byla týmová, tak ICC je soutěž jednotlivců. Tyto soutěže se původně každý rok střídali, kdy sudý rok probíhalo ICC a v lichý rok Cd’E.
V roce 2012 byl zaveden nový systém, kdy soutěž se stala pouze dvoudenní. Na konci druhého dne je uděleno nejlepšímu psovi s hodnocením výborná mezinárodní čekatelství šampiona práce CACIT (zkratka pro Certificat d'Aptitude au Championnat International de Travail). Od roku 2016 probíhá soutěž každoročně.
Na základě výsledků může každá členská země nominovat dva psy, pokud organizátor nerozhodne jinak. Vítěz předešlého ročníku má nominaci automaticky zajištěnou.

## Vítězové jednotlivých ročníků

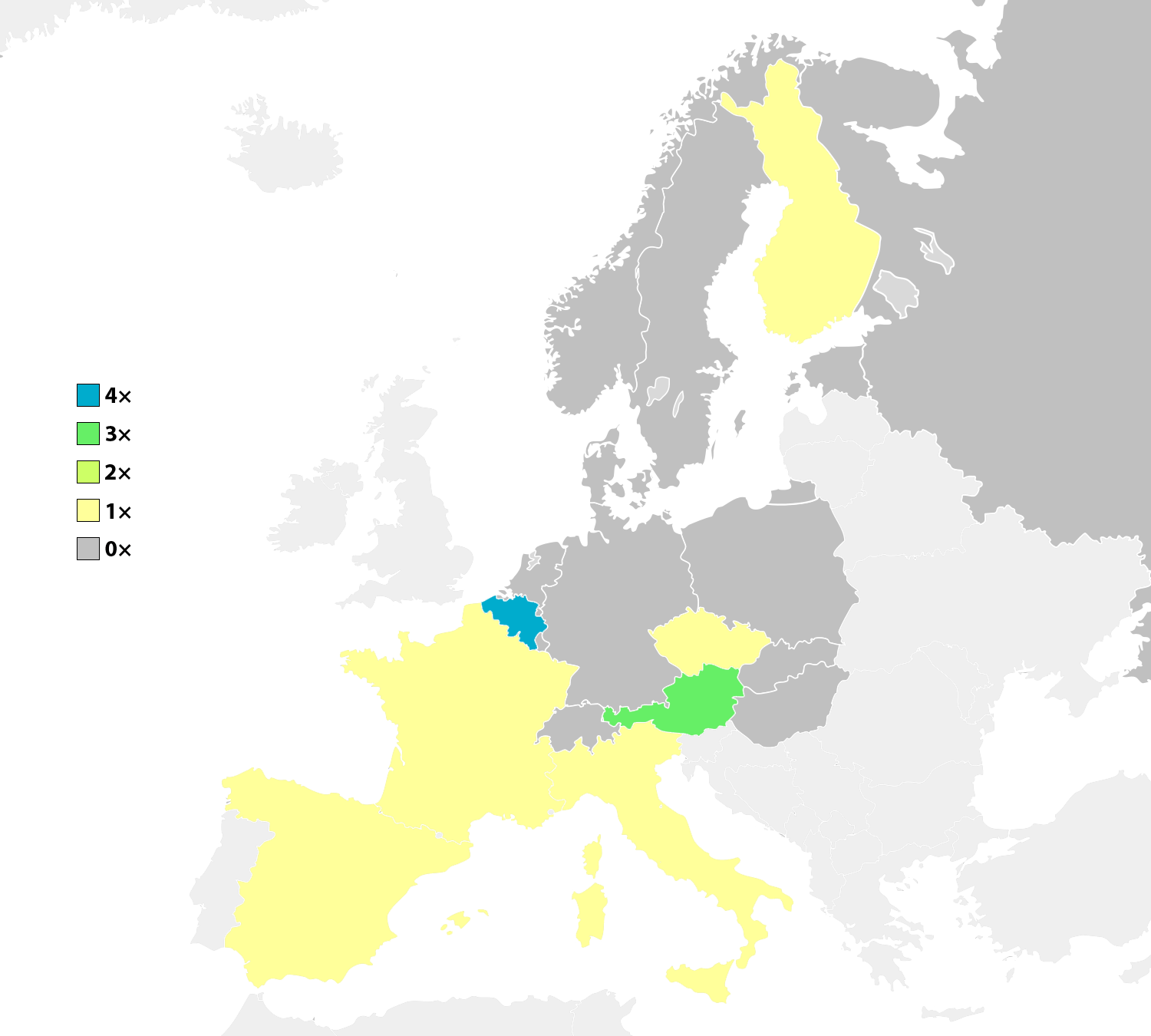
Četnost vítězství jednotlivých zemí (2004-2022)

| Roč.                            | Rok  | Zlatá medaile                                 | Stříbrná medaile                                       |
| Individual Challenge Cup        |      |                                               |                                                        |
| I.                              | 2004 | Filip Bollen (Starcreek Zally)                | Thomas Bouy (Moraira Cray)                             |
| II.                             | 2006 | Stefano Martinoli (Greenbriar Reed)           | Laurence Maudet (U-Néo Braveur du Bois des Chassagnes) |
| III.                            | 2008 | Esa Valkonen (Usvalammen Roihu)               | Stefano Martinoli (Greenbriar Caffrey of Morayglen)    |
| IV.                             | 2010 | Dirk Volders (Enjoy des Quatre Cyprès)        | Laurence Maudet (Birdsgreen Simply Granite)            |
| V.                              | 2012 | Petra Loidl (Lesser Burdock Ansdell)          | Pasi Pöppönen (Namusillan Tuulihaukka)                 |
| VI.                             | 2014 | Martin Incédi (Blackthorn Biham)              | Laura Lazzaretto (The Road Runner)                     |
| VII.                            | 2016 | Ivonne Brunold (Beechdale's Dusty Hazel)      | José Ignacio Ariza Dóiz (Aya De Enanzo)                |
| VIII.                           | 2017 | Emmanuel Cormier (Cool Mint Arlet Star)       | Tomi Sarkkinen (Wijmas Mumin)                          |
| IX.                             | 2018 | Dirk Volders (Jane Des Ormeaux De Villebeton) | Pieter Vivijs (Cool Face Arlet Star)                   |
| X.                              | 2019 | Adrian Sifre Flores (Crack De Enanzo)         | Pieter Vivijs (Think Twice Uh La La La)                |
| European Retriever Championship |      |                                               |                                                        |
| I. (XI.)                        | 2021 | Stef Bollen (De Dee Arlet Star)               | Paul Lesage (Masters of Water Nott)                    |
| II. (XII.)                      | 2022 | Hannes Wiesinger (Crazylake Barrique Blue)    | Angelo Zoccali (Groowingtide)                          |
| III. (XIII.)                    | 2023 | Hannes Wiesinger (Crazylake Barrique Blue)    | Stef Bollen (De Dee Arlet Star)                        |

### Věk vítězných psů/fen
| Roč.                            | Rok  | Pes                            | Plemeno | Chovatel                       | Vrh             | Věk              |
| ------------------------------- | ---- | ------------------------------ | ------- | ------------------------------ | --------------- | ---------------- |
| Individual Challenge Cup        |      |                                |         |                                |                 |                  |
| I.                              | 2004 | Starcreek Zally                | LR      | Stefaan Bollen‡ a Filip Bollen | 21. březen 2000 | 4 roky a 231 dní |
| II.                             | 2006 | Greenbriar Reed                | LR      | Carole Clark                   | 21. leden 2000  | 6 let a 310 dní  |
| III.                            | 2008 | Usvalammen Roihu               | LR      | Esa Valkonen‡                  | 4. duben 2003   | 5 let a 219 dní  |
| IV.                             | 2010 | Enjoy des Quatre Cyprès        | LR      | Chantal Goreux                 | 24. říjen 2005  | 5 let a 27 dní   |
| V.                              | 2012 | Lesser Burdock Ansdell         | LR      | Petra Loidl‡                   | 16. říjen 2009  | 3 roky a 26 dní  |
| VI.                             | 2014 | Blackthorn Biham               | LR      | Rita Kökény                    | 16. duben 2007  | 7 let a 238 dní  |
| VII.                            | 2016 | Beechdale's Dusty Hazel        | LR      | Bianca Henderson               | 30. březen 2011 | 5 let a 207 dní  |
| VIII.                           | 2017 | Cool Mint Arlet Star           | LR      | Michaela Tomcová               | 3. březen 2014  | 3 roky a 219 dní |
| IX.                             | 2018 | Jane Des Ormeaux De Villebeton | LR      | Xavier Besnard                 | 5. březen 2014  | 4 roky a 223 dní |
| X.                              | 2019 | Crack De Enanzo                | LR      | Jose Ignacio Ariza Doiz        | 26. leden 2016  | 3 roky a 317 dní |
| European Retriever Championship |      |                                |         |                                |                 |                  |
| I. (XI.)                        | 2021 | De Dee Arlet Star              | LR      | Michaela Tomcová               | 19. března 2016 | 5 roky a 218 dní |
| II. (XII.)                      | 2022 | Crazylake Barrique Blue        | LR      | Hannes Wiesinger‡              | 30. červen 2018 | 4 roky a 122 dní |
| III. (XIII.)                    | 2023 | Crazylake Barrique Blue        | LR      | Hannes Wiesinger‡              | 30. červen 2018 | 5 let a 224 dní  |

‡ vítěz je vůdce psa a zároveň jeho chovatelem.

## Pořadatelské země

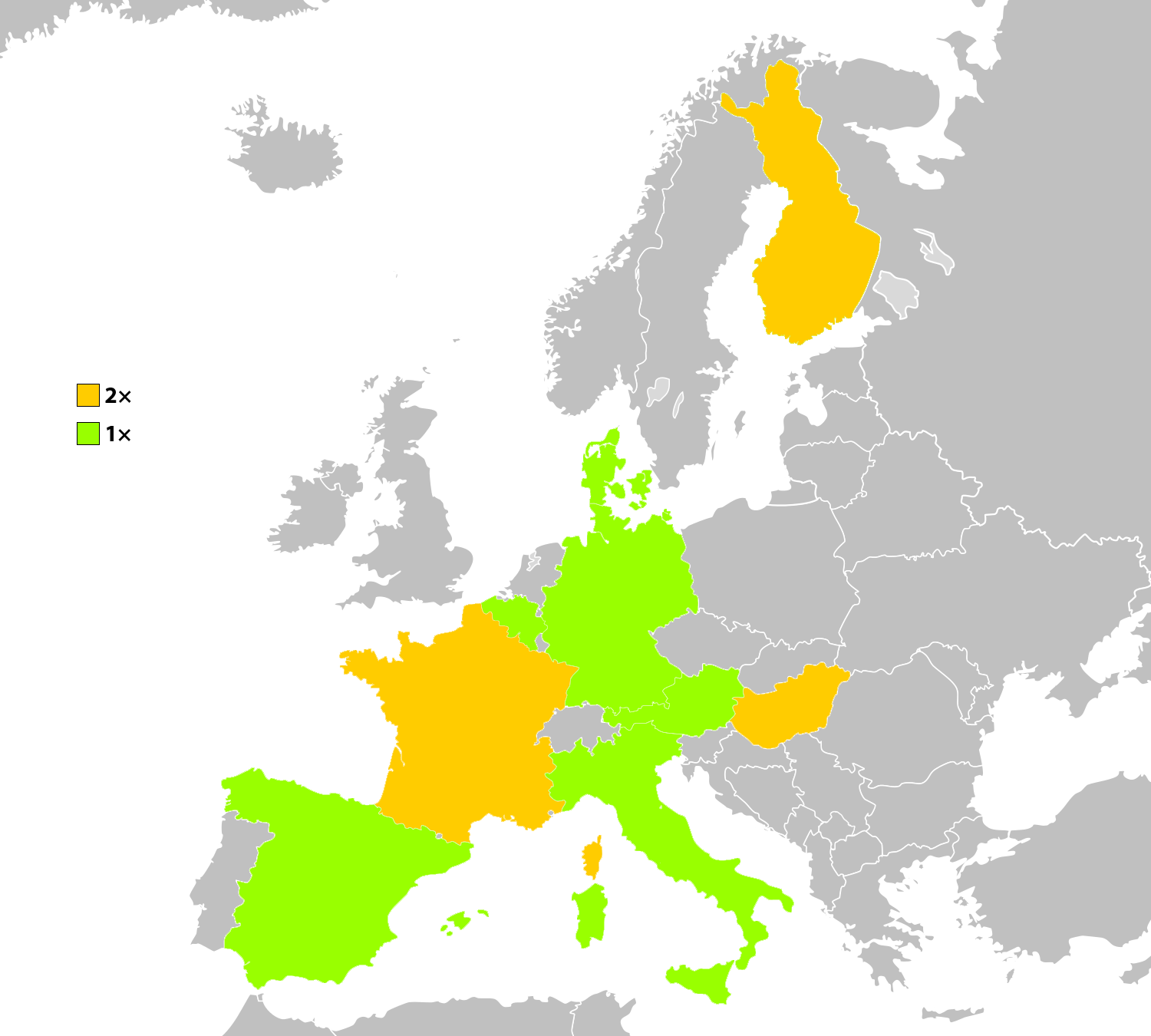
Mapa hostitelských zemí EC a ICC (2004-2022)

| Roč.                            | Rok  | Země      | Místo                           | Datum                 |
| ------------------------------- | ---- | --------- | ------------------------------- | --------------------- |
| Individual Challenge Cup        |      |           |                                 |                       |
| I.                              | 2004 | Maďarsko  | Füzesabony                      | 5.-7. listopad 2004   |
| II.                             | 2006 | Francie   |                                 | 25.-26. listopad 2006 |
| III.                            | 2008 | Finsko    | Hyvinkää                        | 8.-9. listopad 2008   |
| IV.                             | 2010 | Německo   | Schloß Kalbeck a Schloß Moyland | 19.-20. listopad 2010 |
| V.                              | 2012 | Itálie    | Montodine                       | 10.-11. listopad 2012 |
| VI.                             | 2014 | Francie   | Rambouillet                     | 9.-10. prosinec 2014  |
| VII.                            | 2016 | Belgie    | Tielt-Winge                     | 22.-23. říjen 2016    |
| VIII.                           | 2017 | Rakousko  |                                 | 7.-8. říjen 2017      |
| IX.                             | 2018 | Dánsko    | Gavnø Stol a Svenstrup Gods     | 13.-14. říjen 2018    |
| X.                              | 2019 | Španělsko | Tudela                          | 7.-8. prosinec 2019   |
| European Retriever Championship |      |           |                                 |                       |
| I. (XI.)                        | 2021 | Maďarsko  | Derekegyház                     | 22.-23. říjen 2021    |
| II. (XII.)                      | 2022 | Finsko    | Wanantaka                       | 29.-30. říjen 2022    |
| III. (XIII.)                    | 2023 | Česko     | Konopiště                       | 8.-9. únor 2024       |

## Účast jednotlivých zemí
| Země       | 2004 (23) | 2006 (??) | 2008 (21) | 2010 (39) | 2012 (24) | 2014 (26) | 2016 (26) | 2017 (29) | 2018 (36) | 2019 (34) | 2021 (30) | 2022 (27) | 2023 (30) |
| ---------- | --------- | --------- | --------- | --------- | --------- | --------- | --------- | --------- | --------- | --------- | --------- | --------- | --------- |
| Belgie     | 3         | ?         | 3         | 4         | ?         | 2         | 2         | 2         | 3         | 3         | 2         | 3         | 2         |
| Česko      | •         | ?         | •         | 1         | ?         | 1         | 1         | 1         | •         | 1         | 1         | 1         | 2         |
| Dánsko     | 3         | ?         | 3         | 4         | ?         | 2         | 2         | 2         | 3         | •         | 2         | 2         | 2         |
| Estonsko   | •         | ?         | •         | •         | ?         | •         | •         | •         | •         | •         | •         | 1         | •         |
| Finsko     | •         | ?         | 5         | 4         | ?         | 2         | 2         | 2         | 3         | 4         | 3         | 3         | 2         |
| Francie    | 2         | ?         | •         | 4         | ?         | 2         | 2         | 2         | 4         | 5         | 4         | 2         | 2         |
| Itálie     | 3         | ?         | 3         | 3         | ?         | 2         | 2         | 2         | 3         | 5         | 3         | 3         | 2         |
| Maďarsko   | 2         | ?         | •         | 1         | ?         | 2         | 1         | 2         | 3         | •         | 2         | 1         | 2         |
| Německo    | 2         | ?         | •         | 4         | ?         | 2         | 2         | 2         | 1         | 2         | 1         | 2         | 2         |
| Nizozemsko | 1         | ?         | •         | 4         | ?         | 2         | 2         | 2         | 3         | 1         | 3         | 1         | 2         |
| Norsko     | •         | ?         | 2         | 3         | ?         | 2         | 2         | 2         | 1         | •         | •         | 2         | 2         |
| Polsko     | •         | ?         | •         | •         | ?         | •         | •         | 1         | 1         | •         | •         | •         | 2         |
| Rakousko   | 6         | ?         | 2         | 2         | ?         | 3         | 2         | 3         | 2         | 4         | 4         | 1         | 3         |
| Rusko      | •         | ?         | •         | •         | ?         | •         | 1         | 2         | •         | •         | •         | •         | •         |
| Slovensko  | •         | ?         | •         | •         | ?         | •         | 1         | •         | •         | •         | 1         | •         | •         |
| Španělsko  | •         | ?         | •         | 2         | ?         | 2         | 2         | •         | 3         | 5         | 3         | 2         | 2         |
| Švédsko    | •         | ?         | 3         | •         | ?         | •         | •         | 2         | 3         | •         | •         | 2         | 2         |
| Švýcarsko  | 1         | ?         | •         | 3         | ?         | 2         | 2         | 2         | 3         | 4         | 1         | 1         | 1         |

       vítěz

       druhé místo

       double - vítěz a druhé místo

  •    bez účasti

       hostující země

  #    počet startujících

## Medailový stav podle zemí
| Poř. | Země      | Zlatá medaile              | Stříbrná medaile           |
| ---- | --------- | -------------------------- | -------------------------- |
| 1.   | Belgie    | 4 (2004, 2010, 2018, 2021) | 3 (2019, 2018, 2023)       |
| 2.   | Rakousko  | 4 (2012, 2016, 2022, 2023) | -                          |
| 3.   | Francie   | 1 (2017)                   | 4 (2004, 2006, 2010, 2021) |
| 4.   | Finsko    | 1 (2008)                   | 2 (2012, 2017)             |
| 4.   | Itálie    | 1 (2006)                   | 2 (2008, 2014)             |
| 6.   | Španělsko | 1 (2019)                   | 1 (2016)                   |
| 7.   | Česko     | 1 (2014)                   | -                          |

## Zastoupení jednotlivých plemen
| Rok  | CCR | FCR | GR | CBR | LR | NSR | Celkem |
| ---- | --- | --- | -- | --- | -- | --- | ------ |
| 2004 | 0   | 0   | 4  | 0   | 19 | 0   | 23     |
| 2006 | -   | -   | -  | -   | -  | -   | -      |
| 2008 | 0   | 0   | 1  | 0   | 20 | 0   | 21     |
| 2010 | 0   | 2   | 5  | 0   | 32 | 0   | 39     |
| 2012 | -   | -   | -  | -   | -  | -   | 24     |
| 2014 | 0   | 0   | 4  | 0   | 22 | 0   | 26     |
| 2016 | 0   | 1   | 2  | 0   | 23 | 0   | 26     |
| 2017 | 0   | 1   | 2  | 0   | 26 | 0   | 29     |
| 2018 | 0   | 0   | 2  | 0   | 34 | 0   | 36     |
| 2019 | 0   | 0   | 3  | 0   | 31 | 0   | 34     |
| 2021 | 0   | 0   | 1  | 0   | 29 | 0   | 30     |
| 2022 | 0   | 0   | 2  | 0   | 25 | 0   | 27     |
| 2023 | 0   | 0   | 0  | 0   | 30 | 0   | 30     |

       vítězně plemeno

       druhé místo

       double - vítěz a druhé místo